# Ли Дэнхуэй
Ли Дэнхуэ́й (кит. трад. 李登輝, пиньинь Lǐ Dēnghuī; 15 января 1923, Саньчжи, Японская империя — 30 июля 2020, Бэйтоу) — политический деятель Китайской Республики (Тайваня). Президент Китайской Республики и Председатель партии Гоминьдан с 1988 по 2000 год.
Он остался в истории мирового сообщества благодаря демократическим реформам и началу процесса политического транзита на Тайване. Именно благодаря реформам (введению на Тайване прямых президентских выборов) он впервые в истории Китайской Республики был избран на должность президента в 1996 году. Ли Дэнхуэй стал первым тайваньцем (родившемся на острове или по китайской терминологии, «бэньшэн»), который стал президентом Республики Китай и председателем партии Гоминьдан.
Его политические взгляды проще всего понять из его собственных уст:

Как президент Китайской Республики, я считаю, что это мой долг … защищать нашу национальную безопасность и в то же время … богатство и счастье людей. — 
Ли Дэнхуэй пропагандировал тайванизацию и проводил агрессивную внешнюю политику.
Критики обвиняли его в предательстве интересов партии, которую он возглавлял, поддержке независимости Тайваня и вовлечённости в коррупционные скандалы (политика «чёрного золота»).
После того, как он оставил свою должность, Ли покинул Гоминьдан и основал союз за независимость Тайваня, Тайваньский Союз солидарности (Taiwan Solidarity Union, TSU), партию, которая в настоящее время является частью «Большой Зелёной коалиции» вместе с Демократической Прогрессивной партией. Ли до сих пор считается духовным лидером Тайваньского Союза солидарности. Ли Дэнхуэй всегда выступал и искал поддержку за рубежом идее независимости Тайваня, хотя не обязательно посредством формальной декларации независимости.

## Образование
Ли родился в семье китайцев-хакка в сельской общине Саньчжи префектуры Тайхоку во времена, когда Тайвань входил в состав Японской империи (сейчас это место находится на территории района Саньчжи города Синьбэй). Будучи ребёнком, он часто мечтал путешествовать по разным странам и коллекционировал марки. С детства интересовался литературой, историей и философией, занимался кендо. В старшей школе он интересовался работами Канта и Гёте. Он мог цитировать «Фауста» целыми частями.
На Ли Дэнхуэя большое влияние оказала японская культура и образ жизни японцев. Его отец был помощником японского полицейского средней руки, а брат служил и погиб в Императорском морском флоте Японии. Ли Дэнхуэй стал одним из четырёх тайваньских студентов, которые после окончания выпускного класса были приглашены в Японию. Он успешно сдал экзамены и был зачислен в престижный Императорский университет в Киото (который затем был переименован в Техническую школу Киото).
В Киото он познакомился с произведениями японских философов Нитобэ Инадзо и Нисида Китаро. В 1944 году он также поступил на службу в Японскую императорскую армию и стал вторым лейтенантом в войсках противовоздушной обороны на Тайване. Отозван назад в Японию в 1945 году, где принял участие в восстановлении Токио после бомбардировок в марте 1945 года. Ли Дэнхуэй остался в Японии после капитуляции и окончил в 1946 году Киотский университет.

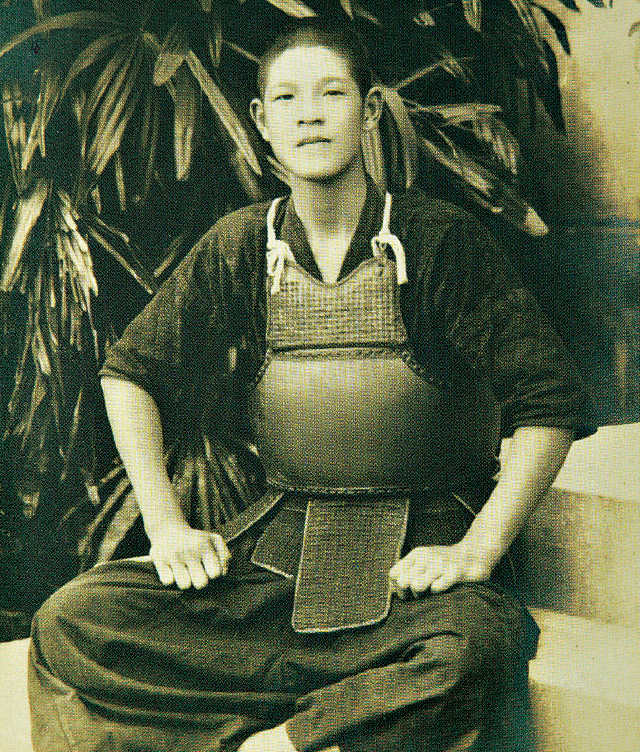
Ли Дэнхуэй в детстве

После второй мировой войны остров Тайвань был передан Китайской Республике, и Ли поступил в Национальный университет Тайваня, а в 1948 году получил степень бакалавра по специальности «сельское хозяйство». В сентябре 1946 года он вступил в Коммунистическую партию Китая (вышел в 1947 году). В этот период он принимал участие в Инциденте 228. По мнению У Кэтая, который привёл Ли в коммунистическую партию, в Гоминьдане знали, что он был коммунистом, но для защиты его имиджа преднамеренно уничтожили все записи этого факта, когда он претендовал на должность вице-президента. В своём интервью в 2002 году Ли подтвердил, что был коммунистом, и сказал, что на протяжении долгого периода времени является антикоммунистом, так как хорошо разбирается в теории коммунизма и понимает её утопичность. Ли заявил, что вступил в коммунистическую партию из ненависти к Гоминьдану.
В 1953 году Ли получил диплом магистра по экономике сельского хозяйства в Университете штата Айова в США. На Тайвань он вернулся в 1957 году в качестве экономиста Совместной Комиссии по сельскохозяйственной реконструкции (Joint Commission on Rural Reconstruction (JCRR)), организации, спонсируемой США, которая ставила целью модернизацию сельского хозяйства острова и проведение аграрной реформы. В этот период он также работал приглашённым профессором на кафедре экономики Национального университета Тайваня и преподавал в Школе Азиатских исследований в магистратуре в Национальном университете Чэнчи (National Chengchi University).
В середине 1960-х гг. Ли вернулся в США, где получил степень доктора по экономике сельского хозяйства в Корнеллском университете в 1968 году. Его докторская диссертация «Межсекторальные потоки капитала в экономическом развитии Тайваня (1895—1960 гг.)» была опубликована как книга с аналогичным названием и получила награду Американской ассоциации экономики сельского хозяйства (American Association of Agricultural Economics) как лучшая докторская работа года. Она до сих пор является определяющим трудом по экономике Тайваня в период японской оккупации и начала правления Гоминьдана на острове.
Ли Дэнхуэй говорил на тайваньском, японском, китайском и английском языках.

## Частная жизнь

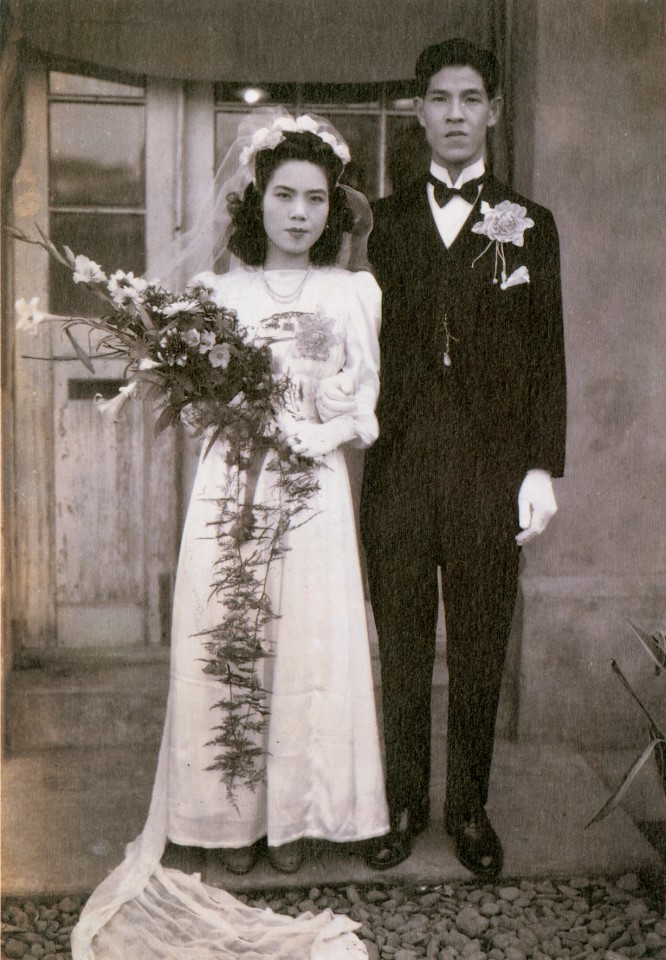
Свадьба Ли Дэнхуэй и Цзэн Вэньхуэй в 1949 г. в общежитии Национального университета Тайваня

Жена Ли Дэнхуэя — Цзэн Вэньхуэй — была родом из той же деревни, что и он сам. Их супружество стало результатом дружбы их семей, как это бывает на Востоке. До замужества госпожа Ли занималась литературой и музыкой. В то время, как Ли Дэнхуэй занимался академическими исследованиями, она занималась семейным бюджетом. Кроме того, она открыла студию икебаны. Женитьба была удачной, и госпожа Ли подарила мужу троих детей — двух дочерей и сына. В дальнейшем их судьба сложилась по-разному — дочери добились успеха на ниве образования, а сын умер в 1983 году от рака.
В обычной жизни Ли занимался чтением, а также исследованиями в области сельского хозяйства и администрирования на Тайване. Он — автор более 60 публикаций на китайском языке и 30 — на английском. Его статьи в основном посвящены проблематике развития сельского хозяйства, маркетинга сельскохозяйственной продукции, страхования фермеров. Его супруга собрала все исследования и опубликовала сборник, посвящённый его 60-летнему юбилею.
Ли Дэнхуэй — достаточно религиозный христианин. Ли столкнулся с христианством будучи молодым человеком и в 1961 году был крещён. В период президентства он выступал с проповедями в церквях Тайваня, его тематикой становилось служение обществу и Богу.

## Карьера
Вскоре после возвращения на Тайвань Ли Дэнхуэй вступил в Гоминьдан в 1971 году и стал членом кабинета министров без портфеля, ответственным за сельское хозяйство.
В 1978 году он был назначен мэром города Тайбэй. На этой должности ему приходилось заниматься различными городскими проблемами, например, проблемой нехватки питьевой воды. В 1981 году он стал губернатором провинции Тайвань и продолжил вести хозяйственную деятельность на этом посту.
Как опытного хозяйственника, его заметил президент Цзян Цзинго в качестве сильного кандидата на должность вице-президента. Цзян решил передать часть власти «коренным» жителям острова, то есть тем, кто жил здесь (или чьи родители жили здесь) до 1946 года (так называемые «бэньшэн жэнь» — «люди из этой провинции»), что резко контрастировало с политикой его отца Чан Кайши, опиравшегося на своих соратников, эвакуировавшихся на Тайвань с материка в 1946—1949 годах, и их детей (т. н. «вайшэн жэнь» — «людей из других провинций»). Президент Цзян назвал Ли Дэнхуэя в качестве вице-президента и формально он был избран Национальной Ассамблеей в 1984 году, тогда же стал членом Постоянного комитета ЦК Гоминьдана.

## Президентство

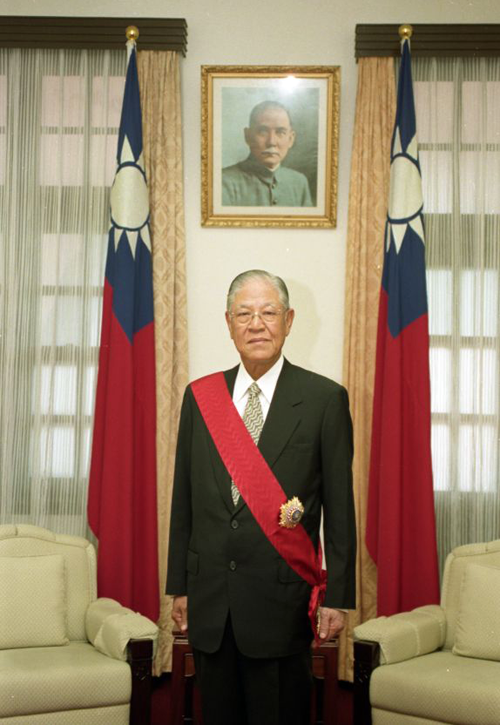
Ли Дэнхуэй после избрания президентом

В январе 1988 года Цзян Цзинго умер и Ли стал вместо него президентом. «Дворцовая фракция» Гоминьдана, группа консервативно настроенных выходцев с материка во главе с генералом Хао Пэйцунем, премьером Юй Гохуа и министром образования Ли Хуанем, была настроена против Ли Дэнхуэя и считала, что он не должен становиться председателем Гоминьдана. С помощью Джеймса Суна — самого являвшегося членом «Дворцовой фракции» — заговорщиков удалось утихомирить: «Каждый день промедления — это день презрения памяти Цзян Цзинго». Ли беспрепятственно стал лидером партии. На партийном съезде Гоминьдана в июле 1988 года, Ли назвал имена 31 члена Центрального Комитета, 16 из них родились на острове («бэньшэн жэнь»): впервые «бэньшэн жэнь» заняли ведущие посты и могли принимать решения.
Так как он обладал большой властью в период первых нескольких лет после президентства, Ли позволил части его бывших противников занять некоторые важные должности в Гоминьдане: когда в 1989 году Юй Гохуа ушёл с поста премьер-министра, он был заменён на Ли Хуаня, которого сменил Хао Боцунь в 1990 году. В то же время, Ли серьёзно изменил состав Исполнительного Юаня (правительства Китайской Республики), так же он поступил и с Центральным Комитетом Гоминьдана, заменив нескольких выходцев из материкового Китая («вайшэн жэнь») в возрасте. Из вновь назначенных представителей 14 человек имели диплом доктора философии (Ph.D.), в основном, из США. Некоторыми выдающимися лицами среди вновь назначенных были Лянь Чжань (министр иностранных дел), и Ширли Ко (министр финансов).
В 1990 году студенческое движение «Дикие лилии» провело шестидневную демонстрацию за демократические реформы. В ней участвовали тысячи тайваньских студентов. Пик движения приходится на сидячую демонстрацию, собравшую около 300 тысяч студентов на Мемориальной площади Тайбэя. Студенты требовали прямых выборов президента и вице-президента и новых выборов законодательной власти. 21 марта Ли Дэнхуэй пригласил несколько студентов в Президентский дворец. Он выразил поддержку целям демонстрантов и пообещал начать процесс демократизации на Тайване. С этого момента студенты регулярно проводят акции по всему Тайваню 21 марта.
В мае 1991 года Ли решает ликвидировать Временные поправки для эффективного правления в период Коммунистического мятежа — законы, которые принял Гоминьдан после переезда на остров в 1949 году и ограничил любые демократические процедуры. В декабре 1991 года прежние члены Законодательного Юаня, избранные на материке в 1948 году, ушли в отставку и были объявлены новые выборы, на которых больше мест получили «бэньшэн жэнь». Выборы заставили Хао Боцуня отказаться от должности премьер-министра. Ранее эту должность он получил за то, что молчаливо поддерживал Ли Дэнхуэя. Его сменил Лянь Чжань, впоследствии союзник Ли Дэнхуэя и первый «бэньшэн жэнь», который занял должность премьер-министра.
С начала 1995 года между США, КНР и Тайванем нарастали элементы неопределённости.
30 января появилась программа новых отношений с Тайванем, получившая известность в качестве «восьми пунктов Цзянь Цзэминя». Это стало предложением к объединению острова и материка. В ответ появились «шесть пунктов Ли Дэнхуэя», увидевшие свет 8 апреля 1995 года. Фактически, Ли Дэнхуэй говорил о существовании статуса-кво и «суверенных политических образованиях», которыми являлись КНР и Китайская Республика.
Предложение о первых демократических выборах на острове на следующий год, вместе с визитом в Корнеллский университет в июне 1995 года спровоцировало Третий кризис в Тайваньском проливе. Предыдущие восемь президентов и вице-президентов Тайваня выбирались членами Национальной Ассамблеи. Впервые в истории президент и лидер Тайваня должен был быть избран большинством граждан острова. Для того, чтобы не допустить «разрыва с Родиной», партийное руководство КНР провело пуски ракет и военные манёвры вблизи острова в провинции Фуцзянь в Тайваньском проливе.
Руководство КНР начало новые пуски ракет за несколько дней до выборов на Тайване. Ракеты, посланные в сторону Тайваня, означали разочарование от результатов голосования за Ли Дэнхуэя. Военные манёвры Пекина привели к разрыву торговых связей с островом и транспортного сообщения, а также повлекли за собой временный обвал на Азиатском рынке ценных бумаг. Тем не менее, они же привлекли внимание мирового сообщества к Тайваньской проблеме и фактически предрешили итог выборов.
23 марта 1996 года Ли Дэнхуэй стал первым избранным по общему избирательному праву президентом Китайской Республики, набрав 54 % голосов и обойдя кандидата от Демократической прогрессивной партии (ДПП) Пэнь Минминя. Многие люди, работавшие за рубежом, специально приезжали на остров, чтобы принять участие в голосовании. Кроме выборов президента, избираемыми стали должности губернатора провинции Тайвань и мэров городов Тайбэя и Гаосюна (ранее они назначались напрямую президентом).
В этот же день он заявил:

Население Тайваня стало свидетелем исторической победы демократии. С этого момента ворота демократии полностью открыты.— 
Инаугурация на должность президента состоялась 20 мая 1996 года и Ли Дэнхуэй стал первым в истории острова избранным президентом. Ли Дэнхуэй в этом же году в интервью высказал мнение, что существующие отношения материкового Китая и Тайваня — это отношения по линии «государство-государство», а все переговоры должны строиться исходя из этого.
Конституционный срок полномочий Ли Дэнхуэя оканчивался в 2000 году. В этом же году на национальных выборах победил кандидат от оппозиционной партии — Демократической прогрессивной партии (ДПП) Чэнь Шуйбянь, набрав 39 % голосов. В этот раз в выборах принимало участие три кандидата — Чэнь Шуйбянь от ДПП, кандидат от Гоминьдана Лянь Чжань и самовыдвиженец Джеймс Сун. Победа Чэнь Шуйбяня означала первый мирный переход власти в новой демократической системе.
Сторонники Лянь Чжаня и Джеймса Суна обвиняли Ли Дэнхуэя в расколе Гоминьдана перед выборами, что в итоге позволило победить Чэню. Ли Дэнхуэй поддерживал нехаризматичного Лянь Чжаня от Гоминьдана, вместо того, чтобы поддержать более популярного Джеймса Суна, который в итоге стал независимым кандидатом. В сумме оба кандидата получили около 60 % голосов, однако этого не хватило, чтобы победить Чэнь Шуйбяня. В предвыборном штабе Гоминьдана существовало мнение о том, что Ли Дэнхуэй специально спровоцировал раскол внутри партии, чтобы к власти пришёл более радикальный кандидат от ДПП, который на выборах шёл с лозунгом независимости для Тайваня. Ли ушёл со своей должности лидера партии 24 марта и перестал быть членом Гоминьдана в декабре этого же года. Официальные лица Гоминьдана выразили сожаление по поводу его молчаливой поддержки новой администрации острова в лице Чэнь Шуйбяня и его роли в предвыборной гонке.
После окончания президентского срока Ли Дэнхуэй организовал новую партию, Тайваньский Союз солидарности. Он продолжил путешествовать, делать заявления о внешней политике Тайваня, агитировать за кандидатов от Тайваньского союза. В его честь назван университет — Университет Ли Дэнхуэя на Тайване.

### Внешняя политика
Его внешнеполитический курс назван «прагматической дипломатией». Международные отношения периода после окончания «холодной войны» можно охарактеризовать как многополярность и интеграцию в мировое сообщество с целью ускорения экономического развития и безопасности. Одним из направлений стала борьба за принятие Тайваня в международные организации, однако она встретила резкое неприятие со стороны материкового Китая и привела к Третьему Тайваньскому кризису.

### «Тайванизация»
В период своего президентства Ли Дэнхуэй поддерживал «тайванизацию». Движение за тайванизацию возникло достаточно давно (в период оккупации острова Японией) и предполагало дистанцирование от материкового Китая и от Японии. Существовали группировки, выступавшие за независимость острова и управление делами Тайваня тайваньцами, родившимися на острове до 1949 года («бэньшэн»).
В период режима Цзян Цзинго Китай рассматривался как центральное и единственное государство, способное формировать идеологию, а также государство, которое может формировать национальную идентичность в людях, которые жили при других режимах (в период японской оккупации). Тайвань часто рассматривался как провинция Китая в книгах по истории Гоминьдана. Часть населения не понимала, почему традиции Тайваня были заменены традициями, привезёнными с материка. Ли хотел избавиться от такой картины мира и сделать Тайвань центром, а не периферией или обычной провинцией Китая. Его идеи были поддержаны тайваньским обществом и нашли отражение в литературном движении. Также Ли Дэнхуэй заявлял, что китайская и тайваньская идентичности несовместимы, чем оттолкнул от себя часть сторонников Гоминьдана, даже тех членов, которые в основном поддерживали тайванизацию.

## Другие посты
После того, как Ли Дэнхуэй оставил должность председателя партии Гоминьдан, а также во время президентских выборов 2004 года, он активно выступал на стороне кандидата от «Большой Зелёной коалиции», а также в оппозиции кандидатам от своей бывшей партии, которые занимали позицию за объединение.
Политическая позиция Ли Дэнхуэя изменилась, так как некоторые его заявления после ухода с должности президента не согласовывались с его официальным курсом на этой должности. Кроме того, ряд заявлений он делал в качестве частного лица или в многочисленных интервью.
Ли публично заявлял о поддержке «Кампаний по изменению названия» и предлагал изменить название с «Китайской Республики» на «Республику Тайвань». Он являлся оппозиционером идеи о тесных экономических связях с материковым Китаем, хотя в общем поддерживал торговлю с КНР.
Ли Дэнхуэй также заявлял, что если Тайваню не удастся объединиться и сформировать уникальную тайваньскую идентичность, он может быть ассимилирован и включен в состав КНР, где его неизбежно поглотит «китайская идентичность». Более того, необходимо построить «новую тайваньскую идентичность», так как существует как минимум два понятия — «бэньшэн жэнь» и «вайшэн жэнь». Также он считал, что Китай — «бумажный тигр», а его военная мощь и экономическая сила переоценены.
Во время президентской кампании 2004 года президент Чэнь Шуйбянь стал сотрудничать с Ли Дэнхуэем для разработки предвыборной платформы, например, предлагал принятие новой конституции, которая была бы принята референдумом. Референдум как элемент прямой демократии также можно было связать с демократическими реформами, которые начал и продолжал поддерживать Ли Дэнхуэй. В США и КНР считали, что Чэнь Шуйбянь может поддержать позицию Ли Дэнхуэя, а его публичные заявления будут заявлениями Ли.
Пекин и Вашингтон опасались, что существовала возможность одностороннего пересмотра статуса-кво в проливе, которое может нарушить Чэнь, о чём тайваньскую сторону предупреждал в декабре 2003 года Джордж Буш-младший. В этом случае поддержка Тайваня со стороны США не была безоговорочной, как считал Ли Дэнхуэй. Накануне выборов — в марте 2004 года, Чэнь дистанцировался от Ли Дэнхуэя, когда недвусмысленно заявил, что его конституционная реформа не приведет к измению названия «Китайской Республики» на «Тайвань». Различия в подходах обозначились ещё больше после того, как Чэнь Шуйбянь выразил намерение расширить существующие экономические связи с материком.
В феврале 2007 года Ли Дэнхуэй буквально шокировал общественность, когда заявил, что никогда не поддерживал независимость Тайваня, хотя он долгое время был знаменем и духовным лидером движения за независимость. Также Ли сказал, что поддерживал развитие торговли и туризма с материковым Китаем, то есть фактически отказался от проводимой им же самим политики. Позже Ли объяснял, что Тайвань уже де-факто независим и что политические манёвры относительно деталей этой независимости ни к чему не приведут. Он остался на такой позиции: «Тайвань должен добиваться „нормализации“ изменением названия и поправками к Конституции».

## Персональные отношения с Японией
Ли гордился отношениями с Японией, её культурой и людьми. Он убеждал сограждан в том, что Япония поддержит Тайвань в провозглашении фактической независимости. Тайвань был колонией Японии с 1895 по 1945 годы и жители острова, которые жили в этот период, такие, как Ли, посещали школы, в которых преподавался японский язык, изучали культуру и традиции Японии. Его родные, как уже отмечалось, также были связаны с Японией. Имя его старшего брата, погибшего в рядах Японской императорской армии, находится в списке имён погибших в храме Ясукуни в Токио. В молодости у Ли Дэнхуэя было японское имя, Ивасато Масао (岩里政男). Он всегда с восторгом отзывался о своих учителях и был приглашён в Японию после того, как оставил свою должность. На Тайване его критиковали за восхищение всем японским сторонники «Большой Зелёной коалиции» и «Большой Синей коалиции», критика звучала также и со стороны материкового Китая.
После своего ухода на пенсию Ли Дэнхуэй стал первым бывшим руководителем страны, который занимался косплэем. В мае 2007 года он совершил частный визит в Японию и почтил память старшего брата в Храме Ясукуни. Двойственность ситуации в том, что в это же храме находится прах главных военных преступников Японии, ответственных, например, за геноцид китайского населения во время Второй мировой войны. 7 июня он произнёс речь, посвящённую ситуации в мире.

## Награды
- Орден Республики Гамбия (1996)[14]